# Saint-Jean-sur-Moivre

Saint-Jean-sur-Moivre este o comună în departamentul Marne, Franța. În 2009 avea o populație de 201 de locuitori.